# Chlorobapta goerlingi
Chlorobapta goerlingi är en skalbaggsart som beskrevs av Paul Norbert Schürhoff 1942. Chlorobapta goerlingi ingår i släktet Chlorobapta och familjen Cetoniidae. Inga underarter finns listade i Catalogue of Life.